# Port lotniczy Porlamar
Port lotniczy Porlamar (IATA: PMV, ICAO: SVMG) – międzynarodowy port lotniczy położony koło Porlamar, na wyspie Margarita, w Wenezueli. Obsługuje połączenia do Kanady, Europy, USA, Kolumbii i Karaibów.

## Linie lotnicze i połączenia

### Terminal międzynarodowy
- Copa Airlines Colombia (Bogota [czartery], Medellín [sezonowe czartery])
- Air Italy (Mediolan-Malpensa) [sezonowo]
- Air Pullmantur (Madryt)
- Air Transat (Montreal-Trudeau, Toronto-Pearson)
- Arkefly (Amsterdam)
- Avianca (Bogota)
- Avior Airlines (Aruba, Curaçao, Fort-de-France, Port of Spain)
- Condor Airlines (Frankfurt)
- Conviasa (Kingstown, Port of Spain, Roseau, Saint George's)
- Czech Airlines (Praga) [sezonowe czartery]
- Rutaca Airlines (Medellin [seasonal])
- Servicios Aereos Profesionales (Samana-El Catey)
- Skyservice (Toronto-Pearson) [sezonowo]
- Thomson Airways (Londyn-Gatwick, Manchester (UK))
- TUIfly Nordic (Oslo-Gardermoen, Sztokholm-Arlanda)
- TAM Linhas Aéreas (Manaus)
- Martinair (Amsterdam)
- Principal Airlines (Santiago)
- Plus Ultra (Warszawa, Katowice [sezonowe czartery])

### Terminal krajowy
- Aeropostal Alas de Venezuela (Barcelona, Caracas, Maracaibo, Valencia)
- Aserca Airlines (Caracas, Maracaibo, Puerto Ordaz, Santo Domingo, Valencia)
- Avior Airlines (Barcelona, Caracas, Maracaibo, Maturín, Mérida, Puerto Ordaz, Valencia)
- Conviasa (Caracas, Maturín, Puerto Ordaz)
- LASER Airlines (Caracas)
- Linea Turistica Aerotuy (Maturin, Los Roques)
- Rutaca Airlines (Barcelona, Caracas, Carúpano, Ciudad Bolívar, Cumaná, Maturín, Puerto Ordaz)
- Venezolana (Caracas, Cumana)
- Yuri air (Maturin, Puerto España)
- Sasca (Canaima, Los Roques, Tucupita,Kavak)
- Rainbow air (Maturin, Caracas, Los Roques)
- Sundace air (Caracas)
- Lai(Linea aerea I.A.A.C.A) (Maturin, Cumana, Caracas)
- Serami (Maturin, Barcelona, Puerto Ordaz)
- Comeravia (Canaima)